# Campionatul Internațional de Scrimă din 1929
Campionatul Internațional de Scrimă din 1929 s-a desfășurat la Napoli, Italia.

## Rezultate

### Masculin
| Probă                 | Aur | Argint                                                                     | Bronz                                                                                   |
| Spadă la individual   | Philippe Cattiau (FRA) | Franco Riccardi (ITA)                                                      | Marcello Bertinetti (ITA)                                                               |
| Floretă la individual | Oreste Puliti (ITA) | Philippe Cattiau (FRA)                                                     | Giulio Gaudini (ITA)                                                                    |
| Floretă pe echipe     | Italia · Dante Carniel · Giulio Gaudini · Nicola Girace · Gioacchino Guaragna · Gustavo Marzi · Ugo Pignotti · Oreste Puliti · Ciro Verratti | Belgia · Raymond Bru · Xavier de Beukelaer · Charles Debeur · Robert T'Sas | Ungaria · János Hajdú · Ottó Hatz · Gusztáv Kálniczky · György Piller · György Rozgonyi |
| Sabie la individual   | Gyula Glykais (HUN) | Gustavo Marzi (ITA)                                                        | Attila Petschauer (HUN)                                                                 |

### Feminin
| Probă                 | Aur                | Argint                | Bronz             |
| Floretă la individual | Helene Mayer (GER) | Johanna de Boer (NED) | Margit Danÿ (HUN) |

## Clasament pe medalii
| Loc   | Țară          | Aur | Argint | Bronz | Total |
| ----- | ------------- | --- | ------ | ----- | ----- |
| 1     | Italia        | 2   | 2      | 2     | 6     |
| 2     | Franța        | 1   | 1      | 0     | 2     |
| 3     | Ungaria       | 1   | 0      | 3     | 4     |
| 4     | Germania      | 1   | 0      | 0     | 1     |
| 6     | Belgia        | 0   | 1      | 0     | 1     |
| 6     | Țările de Jos | 0   | 1      | 0     | 1     |
| Total | Total         | 5   | 5      | 5     | 15    |